# Hepatoxylon megacephalum
Hepatoxylon megacephalum is een lintworm (Platyhelminthes; Cestoda). De worm is tweeslachtig. De soort leeft als parasiet in andere dieren.
Het geslacht Hepatoxylon, waarin de lintworm wordt geplaatst, wordt tot de familie Sphyriocephalidae gerekend. De wetenschappelijke naam van de soort werd voor het eerst geldig gepubliceerd in 1819 door Rudolphi.